# Edwin B. Forsythe
Edwin Bell Forsythe, född 17 januari 1916 i Chester County, Pennsylvania, död 29 mars 1984 i Burlington County, New Jersey, var en amerikansk republikansk politiker. Han var ledamot av USA:s representanthus från 3 november 1970 fram till sin död.
Forsythe var borgmästare i Moorestown 1957-1962. Han var styrelseledamot i New Jerseys kommunförbund New Jersey State League of Municipalities 1958-1962. Han var ledamot av delstatens senat 1964-1970.
Kongressledamoten William T. Cahill avgick 1970 för att tillträda som guvernör i New Jersey. Forsythe vann fyllnadsvalet för att efterträda Cahill i representanthuset. Han omvaldes sju gånger. Han avled i ämbetet och efterträddes av Jim Saxton.